# Asilus sericeus
Asilus sericeus är en tvåvingeart som beskrevs av Thomas Say 1823. Asilus sericeus ingår i släktet Asilus och familjen rovflugor. Inga underarter finns listade i Catalogue of Life.